# Nothing Succeeds like Success
Nothing Succeeds like Success è una compilation del gruppo musicale statunitense Hades, pubblicata nel 2005 dalla Mausoleum Records.

## Il disco
Si tratta di un doppio CD contenente i primi due album in studio della band, originariamente editi dalla Torrid Records, l'etichetta discografica che pubblicò anche Bonded by Blood degli Exodus. Nella raccolta sono anche presenti tre tracce bonus tra cui un inedito.
Il primo disco include l'album Resisting Success del 1987 e le canzoni Target Fixation (tratta da Cassius King, l'album da solista del chitarrista Dan Lorenzo), Force Quit (già presente su DamNation del 2001) e Thinktank, quest'ultima è stata registrata nel 2004 appositamente per questa raccolta.

Il secondo disco contiene la versione in CD dell'album successivo uscito nel 1988 con il titolo di If at First You Don't Succeed....

### Gli errori di stampa
Nella prima edizione le stampe sui CD sono state invertite, di conseguenza il disco riportante il titolo Resisting Success contiene invece l'album If at First You Don't Succeed... e viceversa.

Sia sul retro della copertina che nel libretto le tracce del secondo disco sono elencate in maniera non corretta, indicando come traccia numero 6 il brano Outro che invece è unito alla precedente canzone e con conseguente errata numerazione delle successive. Inoltre la canzone M.E.S. (Technical Difficulties), posta in chiusura, non viene riportata. Di seguito le tracce vengono riportate in modo corretto.

## Tracce

### Disco 1
Resisting Success (Album, 1987)
1. The Leaders? – 4:31 (Lorenzo, Tecchio, LePage)
2. On to Iliad – 3:00 (Lorenzo, Paul Smith)
3. Legal Tender – 2:20 (Lorenzo)
4. Sweet Revenge – 4:01 (Lorenzo, Paul Smith)
5. Nightstalker – 5:45 (Lorenzo, Paul Smith)
6. Resist Success – 4:01 (Lorenzo, Tecchio)
7. Widow's Mite – 3:37 (Lorenzo)
8. The Cross – 3:53 (Lorenzo, Tecchio)
9. Masque of the Red Death – 9:10 (Schulman)

Tracce bonus
1. Target Fixation – 3:21 (Lorenzo, Tecchio)
2. Force Quit – 3:21 (Lorenzo, Tecchio)
3. Thinktank – 3:53 (Lorenzo, Schulman, Tecchio)

### Disco 2
If at First You Don't Succeed... (Album, 1988)
Testi e musiche di Lorenzo, Tecchio eccetto dove indicato.
1. Opinionate! – 5:07
2. In the Meantime – 3:32
3. Rebel Without a Brain – 4:34
4. King in Exile – 4:02
5. Face the Fat Reality / Outro – 3:46 (Lorenzo, Tecchio, Schulman)
6. I Too Eye – 3:37
7. Diplomatic Immunity – 3:01
8. Process of Assimilation – 4:31
9. Tears of Orpheus (strumentale) – 1:19 (musica: Fuhrman)
10. Aftermath of Betrayal – 9:05
11. Finale (strumentale) – 0:24 (musica: Fuhrman)
12. M.E.S. (Technical Difficulties) – 2:57

## Formazione
- Alan Tecchio – voce
- Dan Lorenzo – chitarra
- Scott LePage – chitarra (album Resisting Success)
- Ed Fuhrman – chitarra (canzoni Force Quit e  Thinktank e album If at First You Don't Succeed...)
- Jimmy Schulman – basso
- Tom Coombs – batteria (album Resisting Success e If at First You Don't Succeed...)
- Ron Lipnicki – batteria (canzoni Target Fixation, Force Quit e  Thinktank )